# 第11回全日本実業団対抗駅伝競走大会
第11回全日本実業団対抗駅伝競走大会（だい11かいぜんにほんじつぎょうだんたいこうえきでんきょうそうたいかい）は1966年12月18日に三重県で開催された全日本実業団対抗駅伝競走大会である。

## 概要
今大会から距離が600m短縮されて、83kmでの争いとなった。レースは1区で2連覇中の旭化成が、前回以上にスタートダッシュに失敗し15位でタスキをつなぐ。しかし前回区間賞の広島日出国が3区で再び区間賞を取り反撃ののろしを上げると、5区で稲垣清市、6区で黒木章が連続区間賞でついに首位に立つ。最終7区でも中城幸夫が区間新記録を取り、最終的には2位・倉敷レーヨンに1分の差をつけて旭化成が大会史上初の3連覇を達成した。

## 出場チーム
- 旭化成（4大会連続5回目）
- 旭ダウ（2大会連続4回目）
- 宇部興産（初出場）
- 倉敷レーヨン（2大会連続8回目）
- 黒崎窯業（2大会ぶり2回目）
- 神戸製鋼（11大会連続11回目）
- 小森印刷（6大会ぶり2回目）
- 自衛隊体育学校（2大会連続2回目）
- 鈴木自動車（5大会連続5回目）
- 住友金属（3大会ぶり7回目）
- 中央発條（11大会連続11回目）
- 電電近畿（2大会連続6回目）
- 電電中国（4大会連続4回目）
- 東急（7大会連続7回目）
- 東洋工業（6大会連続6回目）
- 東洋レーヨン（3大会ぶり5回目）
- トヨタ自動車（2大会連続2回目）
- 日本鋼弦（2大会連続2回目）
- 日本レイヨン（3大会連続6回目）
- 明治製菓（8大会連続8回目）
- 八幡化学（2大会連続4回目）
- 八幡製鐵（11大会連続11回目）
- リッカー（7大会連続9回目）

## 成績
- 1位　旭化成　4時間15分44秒
- 2位　倉敷レーヨン　4時間16分40秒
- 3位　リッカー　4時間17分4秒
- 4位　八幡製鐵　4時間18分12秒
- 5位　八幡化学　4時間18分23秒
- 6位　自衛隊体育学校　4時間19分29秒
- 7位　黒崎窯業　4時間19分34秒
- 8位　電電中国　4時間19分47秒
- 9位　東洋工業　4時間20分16秒
- 10位　明治製菓　4時間20分22秒
- 11位　鈴木自動車　4時間21分1秒
- 12位　中央発條　4時間21分35秒
- 13位　東急　4時間23分25秒
- 14位　小森印刷　4時間24分25秒
- 15位　宇部興産　4時間27分16秒
- 16位　日本鋼弦　4時間27分45秒
- 17位　住友金属　4時間29分13秒
- 18位　神戸製鋼　4時間30分17秒
- 19位　日本レイヨン　4時間31分15秒
- 20位　トヨタ自動車　4時間32分11秒
- 21位　東洋レーヨン　4時間32分43秒
- 22位　旭ダウ　4時間40分42秒
- 23位　電電近畿　4時間42分20秒

## 区間賞
※は区間記録更新
- 1区　佐々木好徳（東洋工業）48分46秒
- 2区　杉原勇（リッカー）45分49秒
- 3区　広島日出国（旭化成）30分24秒
- 4区　白倉和義（自衛隊体育学校）31分5秒
- 5区　稲垣清市（旭化成）47分13秒
- 6区　黒木章（旭化成）24分39秒
- 7区　中城幸夫（旭化成）24分4秒※